# Demminer Verkehrsgesellschaft
Die Demminer Verkehrsgesellschaft mbH (DVG) war ein kommunales Verkehrsunternehmen mit Sitz in Demmin.
Die DVG entstand nach 1990 aus den VE Demminer Verkehrsbetrieben. Sie war Mitglied in der Verkehrsgemeinschaft Müritz-Oderhaff, betrieb die Personenfähre in Aalbude sowie insgesamt 66 Buslinien im Landkreis Demmin. Zum Abstellen und Warten der Omnibusse und als Einsatzort für das Personal waren vier Betriebshöfe in Demmin, Altentreptow, Jarmen und Stavenhagen vorhanden.
Im Zuge der Kreisgebietsreform fusionierte die DVG 2013 mit der Verkehrsgesellschaft Mecklenburg-Strelitz (VMS) zur neuen Mecklenburg-Vorpommerschen Verkehrsgesellschaft (MVVG).